# 박영하
박영하(1955년 ~ )는 대한민국의 시인이다. 서울특별시 중구 장충동에서 태어났으며, 한성대학교 교육대학원 행정학과를 졸업하였다.
한국시인협회 이사 한국문인협회 시분과 회장
현 한국여성문학인회 이사 국제펜이사
제36대 국제펜한국본부 심의위원장
영랑문학상 운영위원장 월간순수문학편집주간

## 약력
1987년에 시집《의식의 바다》로 문단에 나왔으며, 1993년에 월간 《순수문학》을 창간하여 현재에 이르고 있다. 저서로는 《의식의 바다》, 《이름 없는 풀꽃의 마을》, 《박영하 국영문시선》외 100여권이 있으며, 시평으로는 《월간문학》, 《의식의 바다》, 《한국을 움직이는 인물》등에 수록되어 있다. 현재까지 《순수문학상》, 《영랑문학상》운영위원장 및 《월간 순수문학》편집주간, 《한국문인협회》 시분과 회장, 《국제 펜클럽 한국본부》이사,심의위원장,《한국여성문학인회》 이사, 《한국시인협회》이사, 《문학의 집》 서울회원, 2007년도 《경찰청 문화대전》 시부문 심사위원, 2008년도 《서울지방경찰청》 시부문 심사위원을 역임하였다.

## 저서
- 《박영하 국영문시선》(저자 박영하, 역자 박태진, 영하출판사, 1995) ISBN 13-2004712000189
- 《국영문시선》(國英文詩選, 영하, 1999/12/1)
- 《이름 없는 풀꽃의 마을》(인문당, 1990) ISBN 13-2005477001633
- 《의식의 바다》(금성출판사, 1987)
- 《다시 오는 아침》1992-6-20 출판사 시세계
- 《오늘 창문이 얼지 않았다》1993-11-12 출판사 영하

(여행은 나의삶과꿈)2014 출판사순수
(코로나19 현재진행형)2021년출판사 순수
- 《율곡시에 관한 연구》1982년 출판사 대학원
- 《박영하 국영문시선》(저자 박영하, 역자 박태진 영하출판사, 1995) ISBN 13-2004712000189<워싱턴 국회도서관에 소장되어 있다.>

보시다시피 이 작은 책《국영문시선(國英文詩選)》은 어느 의미에서나 멋을 내려고 발간한 것은 아닙니다. 한 사인이 멋으로 시를 쓰지는 않습니다. 자기가 직면하는 현실에 진실하려고 자기의 문제를 자세히 들여다보려는 것이니 결코 자랑하려는 것은 아닙니다. 이 책은 제14차 세계시인대회 미국 「멤피스」회의를 이 역시 개인적인 문제이겠지만, 하나의 기억이 남는 것으로 하는 의도가 동시에 있습니다. 시를 쓴다는 것은 어떤 분들이 나에게 관심 가져주고 읽어주기를 원하니까 시를 쓴다는 것은 개인적 일입니다. 회의 장소에 있는 동안에 체류도 제한되었고, 언어문제도 있고 해서 많은 시인들을 만나지는 못하지만, 이 회의를 즐겁게 지내기를 원합니다. 또한 매월 월간지를 -「순수문학」- 발행하다보니 시를 짓지도 못하고 또, 시를 깊이 알수록 짓지 못하는 요즈음 한 권의 책을 얻는다는 것은 나로서는 퍽 다행한 일이 아닐 수 없습니다.-->